# Kinka Rita
Kinka Rita (Szabadka, 1962. január 6. –) szerbiai születésű zongoraművész. Az újvidéki Művészeti Akadémia tanára.

## Életpályája
1967-től a Szabadkai Zeneiskola diákja volt. 1975-ben tartotta meg első önálló hangversenyét. 1977-ben az újvidéki Művészeti Akadémián folytatta tanulmányait két világhírű zongorista, Jevgenyij Tyimakin és Arbo Valdma tanítványaként. Ezután a belgrádi zeneművészeti egyetemre kerül, onnan pedig a Gina Bachauer Alapítvány (Gina Bachauer International Piano Foundation) ösztöndíjának köszönhetően a New York-i Juilliard Schoolra. 2016-ban a Művészeti Tanács elnöke lett.
Szinte az összes európai országban játszott, továbbá az Egyesült Államokban, Tajvanon, Izraelben, Kanadában és Ausztráliában.

## Díjai, elismerései
- Robert Schumann-díj (Zwickau, 1985)[3]
- a brüsszeli Erzsébet Királyné Zenei Verseny első díja (1987)
- a bordeaux-i Fiatal Előadóművészek Nemzetközi Fesztiváljának első díja (1988)